# ニューベリー競馬場
ニューベリー競馬場（ニューベリーけいばじょう、Newbury Racecourse)は、イングランドバークシャーのニューベリーにある、サラブレッド競馬の競馬場。平地競走とナショナルハント競走を開催しており、特にロッキンジステークスの開催地として知られる。

## 概要
1905年9月26日に開設された競馬場で、1910年に移設工事を行い、現在あるニューベリー南東部のグリーナム地区へと移動した。
競馬場の入場口からすぐ近くの場所にナショナル・レールのニューベリー・レースコース駅があり、開催時には多くの利用客でごった返している。

## コース
周回走路はやや三角形に近く、ゴール前の直線よりも向こう正面の直線の方が長い。多くの競走は左回りで行われ、一部競走は4コーナー脇から延びる直線コースで行われる。芝馬場のみ。
内馬場は軽飛行機用の滑走路となっている。

## 主な競走
表中のmはマイル、fはハロン、yはヤードの略。1ハロンは約201メートル。

### 平地競走
※格付けは2023年時点のもの。
| G | 賞金総額 （￡） | 競走名                     | 原語             | 出走条件       | 距離      | メートル | 開催時期 |
| - | --------------- | -------------------------- | ---------------- | -------------- | --------- | -------- | -------- |
| 1 | 194,000         | ロッキンジステークス       | Lockinge S       | 4歳以上        | 8f        | 1609     | 5月      |
| 2 | 99,000          | ハンガーフォードステークス | Hungerford S     | 3歳以上        | 7f        | 1408     | 8月      |
| 2 | 65,000          | ミルリーフステークス       | Mill Reef S      | 2歳            | 6f 8y     | 1214     | 9月      |
| 3 | 59,000          | グリーナムステークス       | Greenham S       | 3歳牡・せん馬  | 7f        | 1408     | 4月      |
| 3 | 60,000          | フレッドダーリンステークス | Fred Darling S   | 3歳牝馬        | 7f        | 1408     | 4月      |
| 3 | 60,000          | ジョンポーターステークス   | John Porter S    | 4歳以上        | 1m 4f     | 2414     | 4月      |
| 3 | 59,000          | ハックウッドステークス     | Hackwood S       | 3歳以上        | 6f 8y     | 1214     | 7月      |
| 3 | 60,000          | ジェフリーフリアステークス | Geoffrey Freer S | 3歳以上        | 1m 5f 61y | 2671     | 8月      |
|   | 60,000          | アークトライアル           | Arc Trial        | 3歳以上        | 1m 3f 5y  | 2217     | 9月      |
| 3 | 60,000          | ワールドトロフィー         | World Trophy     | 3歳以上        | 5f 34y    | 1036     | 9月      |
| 3 | 40,000          | ホーリスヒルステークス     | Horris Hill S    | 2歳牡・せん馬  | 7f        | 1408     | 10月     |
| 3 | 60,000          | セントサイモンステークス   | St.Simon S       | 3歳以上        | 1m 4f 5y  | 2418     | 10月     |
|   | 250,000         | スーパースプリント         | Super Sprint     | 2歳 市場取引馬 | 5f 34y    | 1037     | 7月      |

※競走の距離のうち、端数があるものについてはひとまず英語版に従った。たとえば6ハロン8ヤードを、ICSCでは「約6ハロン」、IFHAでは「6.03636363636363ハロン」のように表記している。
1. ↑  特定の公開セリ市で売買されたもので、1歳の6月までに取引されたものは売買額の上限が47,500ポンド、1歳7月以降のものは50,500ポンドに限る。この競走はオープンではない（出走条件に性別・馬齢以外の制約がある）ため、グループ競走による格付けを取得することができないため、無格付けとなっている。

### 障害競走
| G | 賞金総額 （￡） | 競走名                                               | 原語                                         | 出走条件    | 距離 マイル | メートル 概算値 | 開催時期 |
| - | --------------- | ---------------------------------------------------- | -------------------------------------------- | ----------- | ----------- | --------------- | -------- |
| 2 | 30,500          | バークシャー・ノービス大障害                         | Berkshire Novices Stp                        | 4歳以上     | 2.5         | 4023            |          |
| L | 35,000          | Bet365中距離ハンデ障害                               | Bet365 Intermediate H. Hurdle                | 4歳以上     | 2           | 3218            |          |
| 2 | 152,500         | Betfairハンデ障害                                    | Betfair H. Hurdle                            | 4歳以上     | 2           | 3218            |          |
| 1 | 35,000          | シャロー・ノービス障害                               | Challow Novices Hurdle                       | 4歳以上     | 2.5         | 4023            |          |
| 2 | 50,000          | デンマン大障害                                       | Denman Stp                                   | 5歳以上     | 3           | 4828            |          |
| L | 36,000          | EBF・TBA 牝馬ノービス・ファイナル・ハンデ大障害      | EBF/TBA Mares Novices Final H Stp            | 4歳以上牝馬 | 2.5         | 4023            |          |
| 2 | 45,000          | ゲームスピリット大障害                               | Game Spirit Stp                              | 5歳以上     | 2           | 3218            |          |
| 3 | 50,000          | グレートウッド・ゴールドカップ・ハンデ大障害         | Greatwood Gold Cup H Stp                     | 5歳以上     | 2.5         | 4023            |          |
| 3 | 175,000         | ラドブロークストロフィー                             | Ladbrokes Trophy                             | 4歳以上     | 3.25        | 5230            |          |
| 2 | 40,000          | 長距離障害                                           | Long Distance Hurdle                         | 4歳以上     | 3           | 4828            |          |
| L | 36,000          | ナショナルハント牝馬ノービス・フィナーレ・ハンデ障害 | Mares' National Hunt Novices Finale H.Hurdle | 4歳以上牝   | 2.5         | 4023            |          |
| L | 20,000          | TBA牝馬ノービス障害                                  | TBA Mares’Novices’Hurdle                     | 4歳以上牝馬 | 2           | 3218            |          |
| 2 | 28,000          | ウスター・ノービス大障害                             | Worcester Novices Stp                        | 4歳以上     | 2.5         | 4023            |          |

1. ↑  ※スペースの都合上、「ハードル（Hurdle）」を「障害」、「スティープルチェイス（Steeple Chase）」を「大障害」と和訳してあるが、この訳は一般的なものではない。詳しくは障害競走を参照。また、各表記は、日本語の文献・出典でこのような表記が一般的というわけではなく、原語を便宜的に日本語化・カタカナ化したものである。

## 出来事
- 2011年2月12日、第1レース開始前のパドックにおいて第1レースに出走予定であった競走馬の内の2頭が突然倒れそのまま死亡した。死因はパドックの地下を通る電線からの電気の漏電による感電死と見られているが、事故の詳細は同年2月13日現在関係者により調査中である[3]。なお同日の第1レースは他の出走馬の馬体検査の後に20分遅れでレースを開始したが、第2レース以降の開催を急遽中止した。